# 1710
Năm 1710 (MDCCX) là một năm thường bắt đầu vào thứ Tư trong lịch Gregory hay một năm thường bắt đầu vào ngày Chủ nhật của lịch Julius chậm hơn 11 ngày. Năm 1710 của lịch Thụy Điển là một năm bắt đầu từ ngày thứ bảy, một ngày trước của lịch Julius.

## Sinh
- 3 tháng 1 - Richard Gridley, người lính cách mạng Mỹ (mất 1796)
- 4 tháng 1 - Giovanni Battista Pergolesi, nhà soạn nhạc người Ý (mất 1736)
- 1 tháng 2 - Konrad Ernst Ackermann, diễn viên Đức (mất 1771)
- 15 tháng 2 -Vua Louis XV của Pháp (mất 1774)
- 15 tháng 4 - William Cullen, bác sĩ và nhà hóa học người Scotland (mất 1790)
- 17 tháng 4 - Erskine Henry , 10 Earl của Buchan, thành viên Hội Tam Điểm người Anh (mất 1767)
- 25 tháng 4 - James Ferguson, nhà thiên văn học người Scotland (mất 1776)
- 26 tháng 4 - Thomas Reid, nhà triết học người Scotland (mất 1796)
- 30 tháng 4 - Johann Kaspar Basselet von La Rosée, Bavaria (mất 1795)
- 14 tháng 5 - Vua Adolf Frederick của Thụy Điển (mất 1771)
- 16 tháng 5 - William Talbot, 1 Earl Talbot, chính trị gia Anh (mất 1782)
- 10 tháng 6 - James ngắn, nhà toán học và quang học người Scotland (mất 1768)
- 21 tháng 7 - Paul Möhring, bác sĩ và nhà khoa học Đức (mất 1792)
- 20 tháng 8 - Thomas Simpson, nhà toán học người Anh (mất 1761)
- 3 tháng 9 - Abraham Trembley, nhà tự nhiên học Thụy Sĩ (mất 1784)
- 30 tháng 9 - John Russell, Công tước thứ tư của Bedford, người Anh (mất 1771)
- 12 tháng 10 - Jonathan Trumbull, Thống đốc thuộc địa và tiểu bang Connecticut (mất 1785)
- 16 tháng 10 - Andreas Hadik, Áo-Hung (mất 1790)
- 24 tháng 10 - Alban Butler, linh mục Công giáo Anh, nhà văn (mất 1773)
- 8 tháng 11 - Sarah Fielding, nhà văn người Anh (mất 1768)
- 10 tháng 11 - Adam Gottlob Moltke, người Đan Mạch (mất 1792)
- 13 tháng 11 - Charles Simon Favart, nhà viết kịch Pháp (mất 1792)
- 22 tháng 11 - Wilhelm Friedemann Bach, soạn nhạc người Đức (mất 1784)
- 27 tháng 11 - Robert Lowth, người tiếng Anh (mất 1787)
- 2 tháng 12 - Bertinazzi, diễn viên, nhà văn người Ý (mất 1783)